# Nicole Atkins
Nicole Atkins (nacida el 1 de octubre de 1978) es una  cantautora estadounidense conocida por su trabajo con la banda Nicole Atkins & the Sea. Su sonido se caracteriza por su mezcla de estilos tradicionales de voz y letras introspectivas. Ha sido comparada con Roy Orbison y cantantes de la época Brill Building.

## Primeros años
Atkins nació en  Neptune, Nueva Jersey con vistas al río Shark. Atkins ha citado el río (técnicamente una bahía) como una importante fuente de inspiración para su música, especialmente la imagen de "el río bajo la lluvia"que se encuentra en el tema que da título a su álbum
 Neptune City . "Journey Through Neptune City Vol. 1"  Empezó a tocar el piano cuando tenía 9 y aprendió a tocar la guitarra a los 13 años. Su primera compra de música a sugerencia de un tío, fue un casete de  Traffic’s John Barleycorn Must Die. Se evitaron los actos más populares de la época para los grupos musicales de sus padres escuchaban, como The Ronettes y Johnny Cash.. También ha citado The Sundays’ Harriet Wheeler como una gran influencia temprana en su estilo de canto propio.

## Carrera
Atkins comenzó a tocar en el pick-up bands en torno a este momento y continuó haciéndolo, a menudo en cafeterías locales, mientras asistía a la escuela secundaria en un pueblo cercano.

### Carolina del Norte y Nueva York
Después de la secundaria, Atkins se trasladó a Charlotte, Carolina del Norte para estudiar ilustración en la Universidad de Carolina del Norte en Charlotte. Atkins todavía tiene su negocio propio de murales y esa sensibilidad artística la transfiere a sus canciones. Ella misma se arraigo dentro de la escena de la música independiente en la ciudad, descubriendo bandas como Superchunk y Uncle Tupelo. También comenzó a escribir canciones originales y hacer amistad con otros músicos locales. Se unió a un supergrupo en la ciudad que se llamaba Nitehawk que en un momento dado había casi 30 miembros. Atkins pasó su primer año en el extranjero en Australia. 
Después de su regreso, se unió a la banda de Los Parasols, lanzando un EP con ellos titulado The Summer of Love. Ese mismo año, Atkins se trasladó al barrio de Bensonhurst en Brooklyn, Nueva York. 
El sello discográfico independiente que se especializa en guitar heavy pop music y la composición tradicional, la cual ella trabajaba, Se alejó de la música rock más fuerte que había tocado en Carolina del Norte y hacia canciones del estilo de Wilco y  Roy Orbison. Regresó brevemente a Charlotte, vivió en una tienda de madera y tocaba con varias bandas, sobre todo un grupo llamado Virginia Reel. En este momento, ella comenzó a escribir lo que ella llama "una mezcla de la cultura americana de los 60 y el indie rock." También grabó su EP, Bleeding Diamonds.
"Journey Through Neptune City Vol. 2"
En 2004, se mudó de vuelta a casa de sus padres en Nueva Jersey, teniendo trabajos ocasionales y dando conciertos locales los viernes en la noche en la taberna de Kelly en las cercanías de  Neptune City el público mantenía su interés en covers de los favoritos locales Bruce Springsteen y Jon Bon Jovi, En respuesta, Atkins se emborrachó y toco una versión irónica de Bon Jovi “Livin' on a Prayer”. 
Durante este tiempo, se trasladaba a Nueva York en tren a hacer conciertos y mantener una conexión a la escena musical underground de la ciudad. A mediados de 2004, Atkins y David Muller, que había tocado la batería con Fischerspooner y The Fiery Furnaces, comenzó a trabajar en un demo CD tituladoParty's Over. Ellos grabaron la mayoría de los álbumes en la casa de los padres de Atkins con un Casio teclado, un ProTools de perforación y una mini grabadora. Partes del tambor se registraron en el departamento de Muller en Manhattan y con más temas grabados en la galería Dietch Proyectos en Brooklyn.

### The Sea yNeptune City
A principios de 2005, el teclista Dan Chen, a quien Atkins conocía de sus días en The Sidewalk Café, se acercó a Atkins hablando sobre la formación de un nuevo grupo. Chen dijo Atkins que sabía de un baterista, Daniel Mintzer, quien también podría estar interesado en tocar con ella. Cuando los tres se sentaron juntos por primera vez, Chen y Mintzer ya sabía tocar las canciones que habían oído de Atkins en su página de MySpace. Finalmente David Hollinghurst, otro amigo de The Sidewalk Café , se unió a la banda en la guitarra y Derek Layes fue interpuesto el como bajista. 
La banda, ahora conocida como Nicole Atkins & The Sea, se le dio una residencia en un pequeño bar para escaparate y ganó la atención de la industria musical del colegio de abogados Gillian. Su demo Party's Overhabía despertó el interés de heavy metal label Roadrunner Records, entre otros. Atkins pronto se encontró en medio de una guerra de ofertas entre los sellos discográficos y firmó con Columbia Records en enero de 2006. A finales de 2006, AAtkins & The Sea viajó a Suecia para grabar su álbum debut, Neptune City , en Varispeed Studios en Kalgerup y Studion Gula en Malmö con el productor Tore Johansson. El álbum fue originalmente programado para julio de 2007.

### Obra reciente
En 2008, Atkins fue elegida como la voz de la madre en la animación del director Geoff Marslett la película de comedia de ciencia ficción "Marte ".. El 9 de septiembre de ese año, lanzó un  EP de cover´s titulado Nicole Atkins Digs Other People's Songs, que incluía los temas: "The Crystal Ship" (The Doors), "Dream a Little Dream of Me" (The Mamas & the Papas), "Under the Milky Way" (The Church) and "Inside of Love" (Nada Surf).
En algún momento a finales de abril o principios de mayo de 2009, el plantel completo de The Sea fue sustituido. En una entrada de blog Atkins dijo que el nombre de la banda ha cambiado y es "un poco (diferentes)" y que ahora se llama Nicole Atkins and The Black Sea. Y ahora cuenta con Christopher Donoso en la batería, Brad York en las guitarras, y Chick Anthony en el bajo. Según una entrevista Atkins que dio a la estación de radio 105.7 FM The Hawk el 10 de mayo de 2009, la fecha de lanzamiento del nuevo álbum en el que había estado trabajando, titulado Mondo Amore , fue aplazado hasta enero de 2010. Dos meses más tarde Atkins rompió sus lazos con Columbia Records. Ella dará a conocer el nuevo álbum de Razor & Tie Records el 8 de febrero de 2011.
Atkins también se unió a la 9a Entrega Anual del  Premios de la Música Independiente en el panel de jurados para ayudar a los músicos independientes.
Cuando no está de gira, vive en  Brooklyn, Nueva York.

## Influencia de David Lynch
Atkins ha citado a menudo al director David Lynch, conocido por sus películas surrealistas establecidas en las ciudades pequeñas, como una inspiración. Como Atkins, Lynch estudió arte en la universidad y se trasladó en el extranjero con la intención de continuar sus estudios. Y así como Atkins trabajó como muralista, Lynch trabajó como dibujante en la década de 1980. El estilo cinematográfico de Lynch, que utiliza secuencias oníricas y montajes, son fuerte influencia del video de Atkins "The Way Is It ". Atkins también siente un parentesco con Angelo Badalamenti, que ha marcado muchas de las películas de Lynch. Ella una vez envió por correo electrónico un mp3 de "The Way It Is " a Badalamenti, quien se dice que respondió: "Creo que nuestro Sicilia tatara-tatara-tatara-abuelos que han establecido sobre una manta de picnic en el parque y hacer algo juntos, si usted sabe lo que quiero decir. " Atkins recibió posteriormente una invitación a la casa de Badalamenti en Morristown, Nueva Jersey para hablar de música.

## Discografía

### Con Los Parasols
- 2002: The Summer of Love (EP)

### Recopilaciones
- 2008: The Hotel Café Presents Winter Songs Epic

(Atkins contribuyó con un cover de Billy Hayes' and Jay Johnson's Blue Christmas)
- 2009: Scott Walker - 30 Century Man

(Atkins contribuyó con un cover de Scott Walker's The Seventh Seal

### Solo
- 2005: Party’s Over (demo)
- 2006: Bleeding Diamonds, EP Columbia
- 2007: Neptune City Columbia
- 2008: Nicole Atkins Digs Other People's Songs, EP Columbia
- 2011: Mondo Amore
- 2014: Slow Phaser
- 2017: Goodnight Rhonda Lee
- 2020: Italian Ice Single Lock Records
- 2021: Memphis Ice Single Lock Records

## Premios y nominaciones
2002
- Asbury Music Awards Ganador: Top Female Vocalist
- Asbury Music Awards Ganador: Best Solo Act
- Asbury Music Awards Ganador: Song of the Year – "Neptune City"

2005
- ASCAP Foundation Ganador: Sammy Cahn Award – "Neptune City"